# ルージュ (テレビドラマ)
『ルージュ』は、柳美里の2001年の小説、および同小説を原作として2001年にNHKで放送されたテレビドラマである。全6回。2002年5月にDVD化されている。

## 概要
このドラマは2001年8月28日から10月9日にかけてNHK総合テレビジョンで毎週火曜日に放送されていたドラマDモードで毎週1話ずつ放送された。また、ドラマDモードの前にBS2の衛星ドラマ劇場で同年8月23日から25日に先行放送された。

### 先行放送
- 放送局：NHK BS2
- 放送枠：衛星ドラマ劇場
- 放送日：2001年8月23日 - 8月25日
- 放送時間：21:30-23:00
- ※1回90分（45分×2話）で3夜連続編成

### 本放送
- 放送局：NHK総合テレビジョン
- 放送枠：ドラマDモード
- 放送日：2001年8月28日 - 10月9日（9月11日は後述の理由により休止。）
- 放送時間：毎週火曜日 23:00-23:45

※第3回の放送は9月11日の予定だったが、放送時間帯にアメリカ同時多発テロ事件が発生し、同事件の報道のために翌週の9月18日の24:15-25:00に放送が延期された（18日も同事件の報道により、放送時間は定刻通りでなかった。）。そのため、以降の放送が本来の予定より1週ずつ遅れ、10月2日の放送予定だった最終回も1週遅れの10月9日となった。

## ストーリー
専門学校の卒業を控え、就職活動に追われている谷川里彩は、大手化粧品会社・クリスティーナの面接に挑んだ。しかしクリエイティブ・ディレクターの本宮礼子に、化粧品会社の面接にノーメイクで来たことを聞かれ、支離滅裂な面接になってしまう。だが、思いも寄らぬ採用通知が届いた。
クリスティーナの宣伝部で働くことになった里彩は、突然姿を消したキャンペーンガールの代役に無理矢理引っ張り出されてしまう。化粧をした里彩の姿を見て礼子やカメラマンの黒川、コピーライターの秋葉は、その美しさに驚き…。

### 番組連動企画
本ドラマが放送されていた時期に、主演の今井絵理子がパーソナリティーを務めていたラジオ番組「Be@t B@by!! 今井絵理子 HOT LINK」（TBSラジオほか）では、本ドラマの内容をクイズにしてリスナーから回答を募集し、正解者の中から抽選でプレゼントをしていた。番組自体は毎週月曜日深夜（実質火曜日）に放送されており、回答締め切りも放送終了から1時間後であったため、ドラマの内容を推測して回答するという目的はあったものの、BS2で先行放送を見ていれば分かる内容であった。その点についても、今井が同番組内で触れていた。

## キャスト
- 谷川 里彩（たにがわ りさ） - 今井絵理子（SPEED）：主人公。社会人1年生、20歳
- 本宮 礼子（もとみや れいこ） - 高島礼子：クリスティーナ宣伝部のクリエイティブ・ディレクター
- 黒川 慎吾（くろかわ しんご） - 保坂尚輝：カメラマン
- 秋葉 友之（あきば ともゆき） - 東儀秀樹：コピーライター
- 矢嶋 しげり（やじま - ） - 中島ひろ子：礼子のアシスタント
- 川瀬部長（かわせ） - 中丸新将：クリスティーナ部長
- 北原 佑（きたはら ゆう） - 菅原禄弥：キャンペーンモデル
- 福間 圭（ふくま けい） - 原田健二：里彩の同僚
- メイク芳村（よしむら） - 田中要次：ヘアメイクアップ・アーティスト
- 桜木専務（さくらぎ） - 寺田農：クリスティーナ専務、里彩の面接担当
- 谷川 威一郎（たにがわ いいちろう） - 誠直也：里彩の父親
- 谷川 美和（たにがわ みわ） - 仁科亜季子：里彩の母親、ネイルサロン経営
- 中山 文乃（なかやま ふみの） - 馬渕晴子：里彩の祖母、美和の母親

## スタッフ
- 原作：柳美里「ルージュ」（角川書店）[1]
- 脚本：田渕久美子[1]
- 演出：新城毅彦[1]、南雲聖一[1]
- プロデューサー：椿宜和（トスカドメイン）
- 美術：澤田清隆
- 音楽：村山達哉[1]
- 制作統括：小松隆一（NHKエンタープライズ21）[1]、一井久司（NHKドラマ番組部）[1]
- 共同制作：トスカドメイン、NHKエンタープライズ21
- 制作・著作：日本放送協会（NHK）

## 主題歌・挿入曲
- 主題歌：福原裕美子「Get your groove」（エイベックス・マーケティング・コミュニケーションズ）
- 挿入曲：「心に輝く星」（作曲：東儀秀樹）

## サブタイトル
- 第1回 「初めてのルージュ」（2001年8月28日放送）
- 第2回 「わたしらしい私」（9月4日放送）
- 第3回 「モデル・リサ誕生」（9月18日放送）
- 第4回 「きらめきのとき」（9月25日放送）
- 第5回 「素顔のとき」（[10月2日放送）
- 最終回 「自分でひくルージュ」（10月9日放送）

## 撮影協力
- 沖縄県
  - 沖縄ムーンビーチ
  - ホテル「サンマリーナホテル」（国頭郡恩納村）
- 東京都
  - カフェ「白金LA BOHEME」（港区）
  - ホタルの里（三鷹市）
- 神奈川県
  - 横浜・八景島シーパラダイス（横浜市金沢区）
  - 来迎寺（鎌倉市西御門）
- 山梨県
  - 清里高原有料道路（北杜市高根町）
  - 蕎麦屋「翁」（北杜市長坂町）
  - 山梨県立八ヶ岳牧場（北杜市小淵沢町）
  - 山梨八ヶ岳高原海ノ口自然郷